# Rudolf Lohmann
Rudolf Lohmann (* 1891 in Hameln; † 1967 in Emmerthal) war ein deutscher Unternehmer und Arbeitgebervertreter.

## Leben
Rudolf Lohmann war der zweite Sohn von Paul und Elsbeth Lohmann. Er besuchte die Hamelner Reformschule und legte sein Abitur am Fürstlichen Gymnasium in Lemgo ab. 1911 absolvierte er eine Lehre an der Hamelner Ratsapotheke. Nach der militärischen Ausbildung 1915 wurde er zum Militärdienst eingezogen und nahm am Ersten Weltkrieg teil. 1915 wurde er Offizier und mit militärischen Auszeichnungen bedacht. 1917 wurde er verwundet und kam in englische Kriegsgefangenschaft und wurde 1919 nach Hause entlassen. Nach dem Unfalltod seines älteren Bruders Fritz, nahm Paul Lohmann ihn als Gesellschafter der Firma Dr. Paul Lohmann auf. In Neuwied absolvierte er eine kurze kaufmännische Ausbildung.
1926 heiratete er Johanna von Rose, mit der er fünf Kinder hatte.
1931 wurde er Eigentümer der Dr. Paul Lohmann.
Bei den Wahlen zum Provinziallandtag und der Bürgervorsteherwahl 1933 formte Rudolf Lohmann eine bürgerliche Einheitsliste, die weit abgeschlagen drittstärkste Kraft nach der NSDAP und der SPD wurde und bald zerbrach.
Rudolf Lohmann leitete ab 1951 den Umzug der Firma Dr. Paul Lohmann von Hameln nach Emmerthal ein. Mit der Aufgabe den Umzug durchzuführen, beauftragte der seinen Sohn Ekkehard Lohmann. Anfang der 1950er Jahre verkaufte Rudolf Lohmann die pharmazeutische Großhandlung Heimbürger und Nachfahren und bündelte die pharmazeutischen Aktivitäten in das neue Unternehmen "Lomapharm Rudolf Lohmann GmbH KG".
In den 1950er Jahren war er Vorsitzender der Arbeitsgemeinschaft der Unternehmer im mittleren Wesergebiet und Vorsitzender des Verwaltungsausschusses des Hamelner Arbeitsamtes.
1956 wurde Rudolf Lohmann mit dem Bundesverdienstkreuz erster Klasse ausgezeichnet, das ihm die Regierungspräsidentin Theanolte Bähnisch an seinem 65. Geburtstag überreichte. Rudolf Lohmann schenkte im selben Jahr dem Museumsverein Hameln, den sein Vater Paul Lohmann mit gegründet hatte, das Original der ersten Strophe des Rattenfängerliedes von Johann Wolfgang von Goethe.
Am 11. Februar 1962 legte er in Kalkutta den Grundstein für eine chemische Fabrik in Indien. 1967 starb Rudolf Lohmann in Emmerthal.
Sein ältester Sohn Ekkehard Lohmann führte die Firma Dr. Paul Lohmann weiter und sein zweitältester Sohn Hans Joachim Lohmann leitete die Lomapharm.